# Uitvoeringsinstituut Werknemersverzekeringen

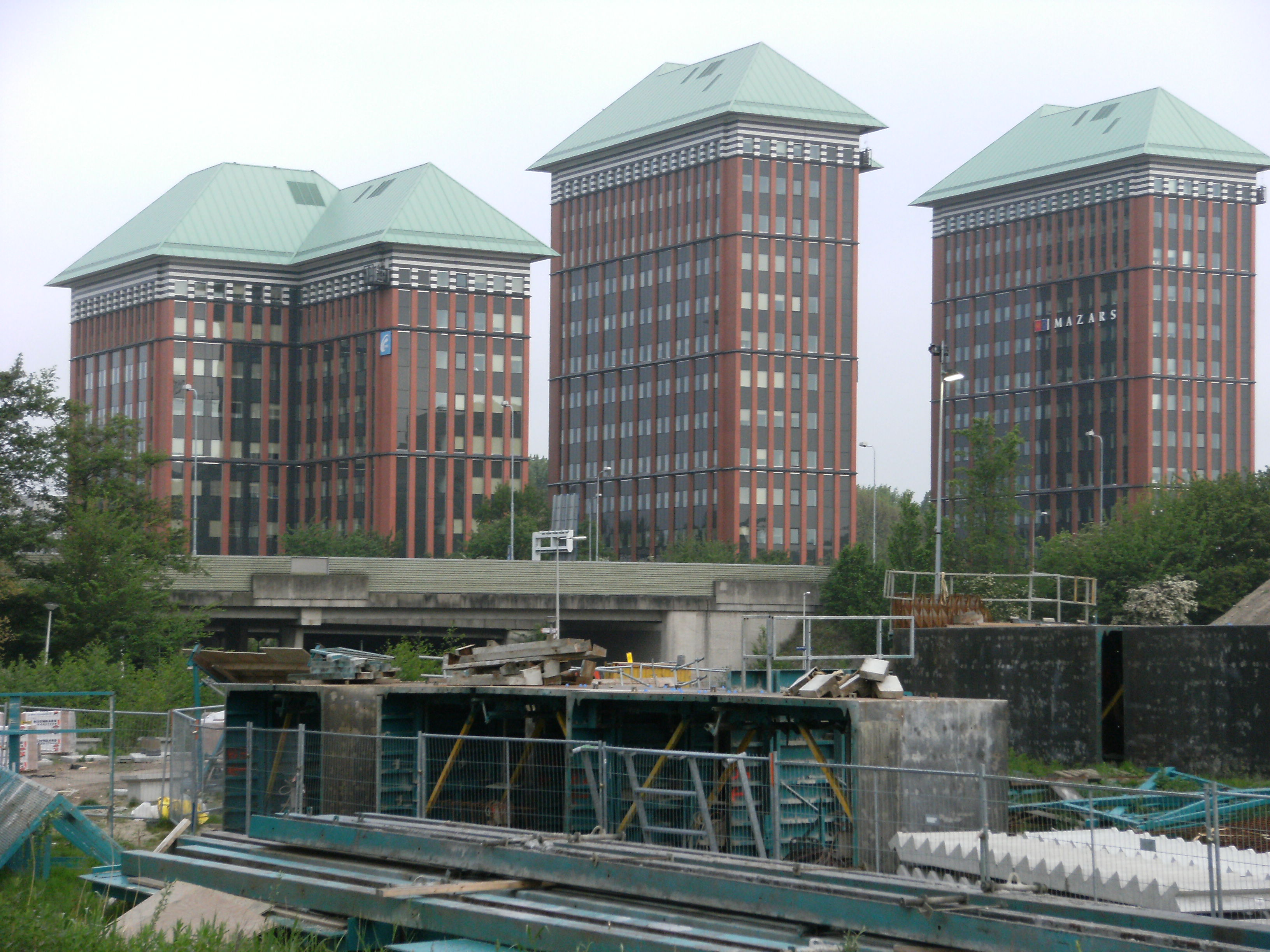
Regiokantoor UWV in Amsterdam

Het Uitvoeringsinstituut Werknemersverzekeringen (UWV) is een Nederlandse overheidsinstelling die verantwoordelijk is voor het uitvoeren van verschillende werknemersverzekeringen, zoals de WW, WAO, WIA, de Ziektewet en verder de Wajong, de Toeslagenwet en de WAZ. Het is verder houder van de polisadministratie, een van de basisregistraties van de Nederlandse overheid.
Het UWV beoordeelt dat een werknemer of verzekerde recht heeft op een uitkering volgens de genoemde regelingen en wetten en bepaalt de hoogte en de duur van deze uitkering. Het UWV is daarbij verantwoordelijk voor gegevensbeheer en voor het verstrekken van de uitkeringen. Het voert enkele regelingen uit de Wet arbeid en zorg uit, zoals de zwangerschaps- en bevallingsverlofuitkering en biedt mogelijkheden voor re-integratie van werklozen. Het UWV is verantwoordelijk voor de re-integratie van arbeidsongeschikten die geen werkgever meer hebben en schakelt daartoe private re-integratiebedrijven in.
Er is het UWV WERKbedrijf dat de taken van het Centrum voor Werk en Inkomen CWI heeft overgenomen.

## Geschiedenis
Het UWV kwam op 1 januari 2002 tot stand door de samenvoeging van de vroegere uitvoeringsinstanties Cadans, het Gemeenschappelijk Administratiekantoor GAK, Gemeenschappelijk Uitvoeringsorgaan GUO, Uitvoeringsorganisatie Sociale Zekerheid Overheidspersoneel USZO en Sociaal Fonds Bouwnijverheid SFB. Cadans was een samenvoeging van de bedrijfsvereniging voor de gezondheidszorg, afgekort BVG, en de bedrijfsvereniging detailhandel en ambachten oftewel DETAM. Het Landelijk instituut sociale verzekeringen Lisv is per 1 januari 2002 ook in het UWV opgegaan.
Het UWV inde tot en met 2005 ook premies, maar vanaf 1 januari 2006 worden alle premies voor de sociale verzekeringswetten door de Belastingdienst geïnd.
Op basis van een wijziging van de Wet structuur uitvoeringsorganisatie werk en inkomen SUWI per 1 januari 2009 is het Centrum voor Werk en Inkomen, dat waren de voormalige arbeidsbureaus, in UWV WERKbedrijf opgegaan. Het UWV vervult dus ook de taken van het voormalige CWI zoals de inschrijving als werkzoekende, dit is inclusief taken met betrekking tot de zogenoemde 'nuggers'. Dat zijn niet-uitkeringsgerechtigden, mensen die willen werken maar geen uitkering ontvangen.
Er waren voor de fusie verschillende losse uitvoeringsinstanties van de bedrijfsverenigingen en de arbeidsbureaus en andere organisaties. Deze zijn later allemaal in het huidige UWV opgegaan. Door de fusies, reorganisaties, automatisering en bezuinigingen is het aantal werknemers in vijfentwintig jaar na de fusie afgenomen. Het aantal personen in de Ziektewet is in die tijd wel ingekrompen omdat deze voor het grootste deel is afgeschaft en alleen nog toegankelijk was voor mensen zonder vast dienstverband.

## Organisatie
Het UWV is een zelfstandig bestuursorgaan dat valt onder de verantwoordelijkheid van het ministerie van Sociale Zaken en Werkgelegenheid SZW. De medewerkers van het UWV vallen onder het private arbeidsrecht. Zij hebben een arbeidsovereenkomst maar krijgen vanaf 2020 de 'status' van ambtenaar. Zij hebben een eigen CAO.
Het UWV heeft de belangrijkste activiteiten bij een aantal verschillende divisies ondergebracht, namelijk Werkbedrijf, Uitkeren, Sociaal Medische Zaken,  Gegevensdiensten en de divisie Klant en Service. De landelijke bedrijfsonderdelen Bezwaar en Beroep en Handhaving ondersteunen daarbij. Daarnaast bestaat het UWV uit zeven stafdirecties: Accountantsdienst, Bestuurszaken, Concern ICT, Facilitair Bedrijf, Financieel Economische Zaken, Human Resources Management en Strategie, Beleid en Kenniscentrum.
Het landelijk netwerk bestaat uit 30 regionale vestigingen. Daarnaast zijn er 27 kantoren voor andere zaken. Het hoofdkantoor is gevestigd in Amsterdam. In een aantal plaatsen wordt samengewerkt met gemeentes in zogenaamde Werkpleinen.
Het Bureau Keteninformatisering Werk & Inkomen (BKWI) is een zelfstandig organisatieonderdeel binnen UWV. Het valt rechtstreeks onder de UWV-directie en werkt in opdracht van het ministerie van SZW. Het vormt de schakel tussen ketenpartners op het gebied van werk en inkomen, zoals UWV, de gemeenten en de SVB. Het BKWI adviseert en beheert met name ketenproducten zoals SUWInet. Het heeft een eigen kantoor in Utrecht.
Er werkten in 2023 voor het UWV in het totaal ongeveer 24 000 mensen, waarvan 19 000 intern.

## Kritiek

### Bezwaren op beslissingen
Het takenpakket van UWV omvat het nemen van veel beslissingen over het inkomen en de arbeidsgeschikheidsstatus van personen. Per jaar verstuurt UWV meer dan 3 miljoen beschikkingen/beslissingen aan aanvragers en ontvangers van uitkeringen. In 2014 werd in ruim 100.000 gevallen (3,0%) van de gevallen bezwaar gemaakt tegen beslissingen van UWV. Als een bezwaar gegrond wordt verklaard, kan dat leiden tot een nabetaling inclusief vergoeding van de wettelijke rente. In 1997-2012 werd jaarlijks tussen de 18% en 30% van de beslissingen waartegen bezwaar was gemaakt door UWV herroepen.

### Zelfstandigen
In 2008 werden ongeveer 3000 'zelfstandigen zonder personeel' (zzp'ers) onterecht van uitkeringsfraude beschuldigd. Deze freelance werkenden maakten meer uren dan was toegestaan met behoud van hun uitkering. Dat was echter voor een belangrijk deel veroorzaakt door verkeerde voorlichting vanuit UWV die hen had aangegeven dat alleen declarabele uren aan UWV doorgegeven hoefden te worden terwijl zij aan de belastingdienst al hun gewerkte uren doorgaven voor het verkrijgen van een zelfstandigenaftrek. De meeste van deze zzp'er zijn jaren later door de rechter, de Ombudsman en door de Commissie Assher-Vonk in het gelijk gesteld en hebben alsnog hun uitkeringsrecht teruggekregen. De wettelijke regeling is niet aangepast en dus moeten zelfstandigen met een uitkering zorgvuldig hun bestede uren aan UWV doorgeven.

### Automatisering
UWV liet van 2002 tot en met 2006 in verband met een nieuwe wettelijk taak de Polisadministratie bouwen door Capgemini. De bouw van deze applicatie vond voornamelijk plaats bij Capgemini in India. Het hoofddoel van deze applicatie was het verwerken van de toen nieuwe maandelijkse loonaangiftes vanuit de belastingdienst. Deze applicatie bleek niet te voldoen en is nooit in productie genomen. De totale schade wordt geschat op 270 miljoen.
UWV liet in 2004 tot en met 2006 in verband met de invoering van de WIA een nieuw WIA-systeem bouwen door CGI Group (toen Logica) met het doel dat deze als een multiwetsysteem zou kunnen worden ingezet. Deze applicatie heeft nooit gewerkt en werd ook niet in productie genomen. UWV rapporteerde dat het verlies 86 miljoen euro bedroeg.
In verband met verregaande bezuinigingsdoelstellingen vanuit de overheid koos het UWV er in 2012 voor meer taken uit te voeren via de website werk.nl. De website wordt beheerd door IBM en is grotendeels ontwikkeld door CGI Group. Werk.nl kwam in 2013 en 2014 veelvuldig negatief in het nieuws wegens onbeschikbaarheid van de website en slecht functionerende functionaliteiten.